# IC 1445
IC 1445 је елиптична галаксија у сазвјежђу Водолија која се налази на листи објеката дубоког неба у Индекс каталогу.
Деклинација објекта је - 17° 14' 37" а ректасцензија 22h 25m 30,2s. Привидна величина (магнитуда) објекта IC 1445 износи 12,6 а фотографска магнитуда 13,6. IC 1445 је још познат и под ознакама ESO 602-19, MCG -3-57-7, PGC 68826.